# EX-Z1000

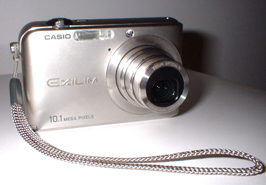
EX-Z1000

EX-Z1000は、2006年5月にカシオ計算機から発売されたEXILIM（エクシリム）ブランドのデジタルカメラである。コンパクトデジタルカメラにおいて、世界初の1000万画素超のCCDを搭載した機種である。

## 製品詳細

### 発売日（日本国内）
- 2006年5月26日 - シルバーのみ先行発売
- 2006年8月25日 - ブラックモデル追加発売

### 仕様
- 1/1.8型CCD (総画素数1037万画素、有効画素数1010万画素)
- 光学3倍ズームレンズ
- 光学手振れ補正機能: 非搭載
- 最大記録画素数: 3648×2736(pixels)
- 記録媒体: 内蔵メモリ、SDカード
- 使用バッテリー: NP-40